# ギプス
ギプス（独: Gips、英: cast）は、骨折・靭帯損傷などの治療において患部が動かないよう外から固定・保護し安静を保つ為に用いられる包帯材料もしくは包帯法の略称で、整形外科などの医療機関で使用されるものである。「ギプスなき所に整形外科はない」と称されるように、整形外科にとって重要なアイテムである。
ギプス包帯は焼石膏粉末と綿布を組み合わせ、それを水に浸すことで水和反応により凝固する性質を利用したもの(CaSO4·1/2H2O + 3/2H2O → CaSO4·2H2O)である。安価であるが、重く、完全硬化に時間がかかる、X線を通しにくいという欠点もある。近年はよりスピーディーな処置と強度が得られることから水硬性樹脂を含んだガラス繊維（グラスファイバー）製のものが主流となりつつある。

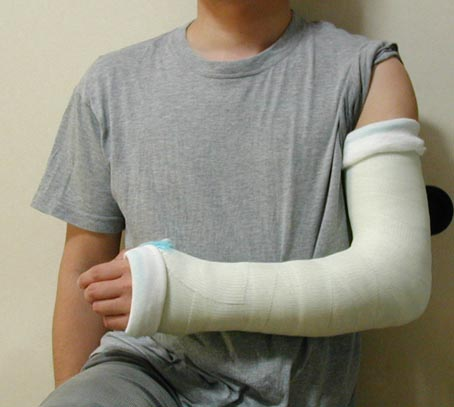
上腕骨顆上骨折に対して用いたガラス繊維製ギプス

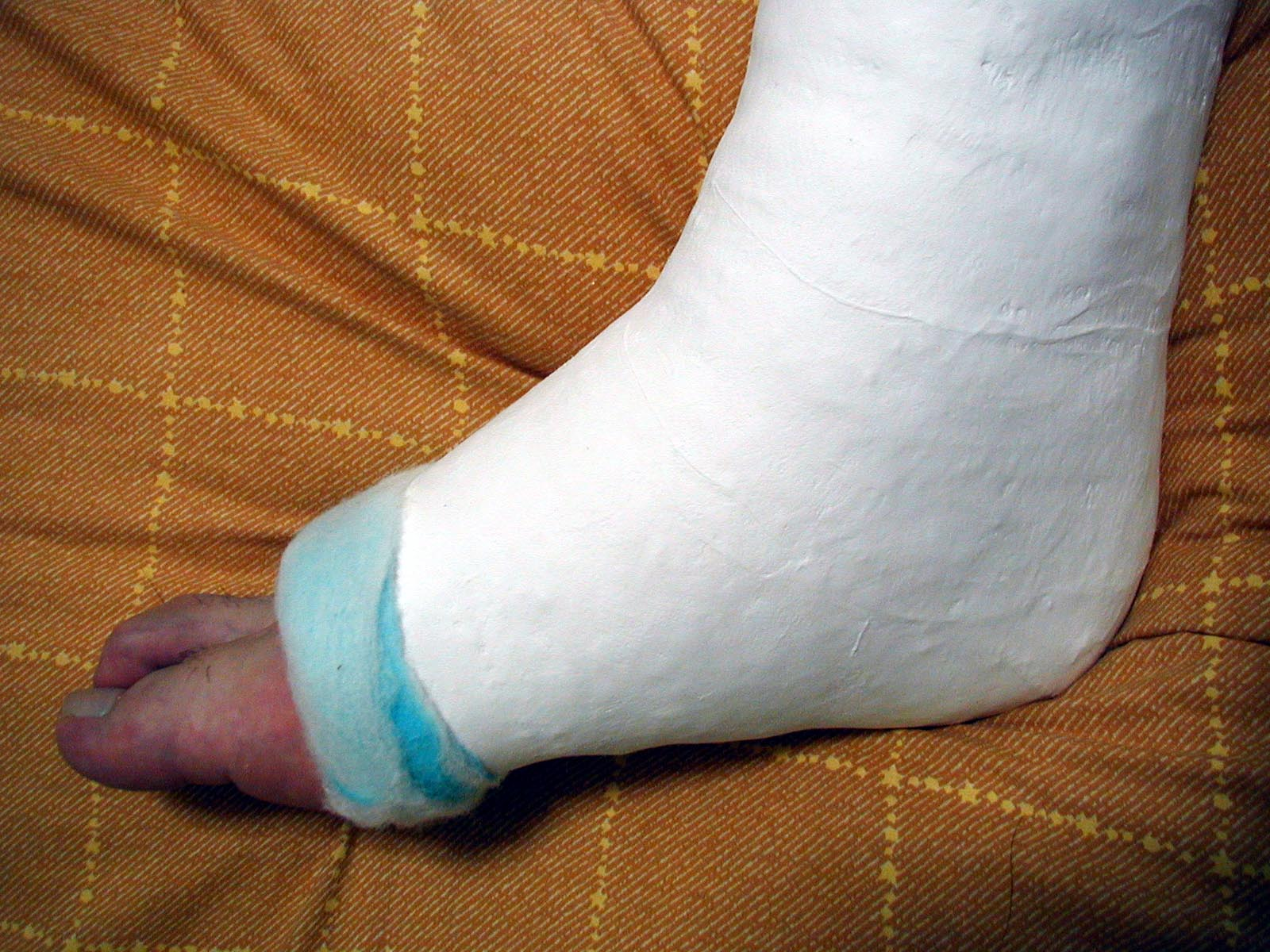
足関節外側靭帯損傷に対して用いた石膏製ギプス

## 語源と歴史
日本語のギプスの語源は、Gips（オランダ語・石膏の意）である。日本でしばしば発音されてしまう「ギブス」は誤り。
19世紀の半ば1852年のイギリス・オランダ戦争においてオランダの軍医であったアントニウス・マタイセンが戦場で骨折や銃創を負った兵士を早期に搬送するため、患部を石膏を含んだ巻軸帯で固めたのが始まりとされている。元々はメソポタミア文明時代において患部を収めた木枠に石膏泥を流し込み固める方法が行なわれていたものを改良し、処置の迅速化を図ったものである。
日本においては、尾澤豊太郞がギプスの製造に初めて成功した。その後は看護婦らが巻軸包帯に石膏をまぶして作成する家内手工業的なものであったが、1955年に国産初の石膏ギプスを東京衛材研究所（現アルケア株式会社）が市販開始し普及した。現在では医療現場からの要求により技術開発が進み、ガラス繊維製の基布に水硬性ポリウレタン樹脂を浸含させたガラス繊維キャスティングテープが主流となっており、石膏ギプスは義肢装具の採型用として使われる程度となりつつある。
変わった使い方としては映画などの特殊メイク作成時に、顔や体の型を取るのにも用いられる（ジョージ・シーガルは、この方法で石膏彫刻を作った）。
利き手などの矯正のために親が子供に対してギプス装着を強制する使用例もあったが、現在このようなことをすると虐待とされる。

## 使用例
- 骨折、脱臼整復後の安静・固定
- 軟部組織損傷に対する安静・固定
- 先天性および後天性変形の矯正
- 切断端の形成および義肢用のカップ
- 義肢・装具の採型

## 装着方法
1. まず装着部位をよく観察し、皮膚の損傷等がないか確認して問題があれば被覆や穿刺排液などの処置を施す。
2. 固定部の肢位が適切かを確認しつつ、ストッキネットなどの下巻材を装着させるが、神経が浅い所を走行している所や、くるぶしなどの骨が出ている所などは圧迫による麻痺・二次的損傷を防止するため厚めにパッドなどを当てておく。
3. 助手に肢位が変わらないよう保持させながら医師がギプスを巻き込んでいくが、安静を保てない乳幼児などに対しては鎮静剤や全身麻酔などを使用することもある。
4. ギプスは転がすように、よくモールディングしながら巻いていく。術後の消毒など観察が必要な部分や不必要な部分をカットし、腫脹の進むことが予想される場合は減圧のため割りを入れる。
5. ギプスから出ている部分を傷めないように端部の下巻材を折り返したりテープで保護するなどの処理をしたのち、特に骨折などの際にはX線撮影を行ない整復位を再確認する。
6. 水硬性樹脂を使用したものでは30分もあればほぼ完全に硬化するが、石膏ギプスの場合は完全に乾燥するまでおよそ48時間を要するため、その間は荷重などにより壊れやすく注意を要する。乾燥後も水分や剛性に欠け脆いため破損に対して注意が必要である。なお、乾燥中は気化熱により体温を奪いやすいので反応熱が収まってから毛布などで保温する。

## 装着期間
長期にわたり使用すると、固定された部分の筋肉が萎縮する（廃用性筋萎縮、英: disuse muscular atrophy）。また関節の拘縮や強直、骨の萎縮も起こりうる。そのため、ギプスをとった後は、リハビリが必要になる。使用期間については損傷部位や年齢などに依存するため一概には言えないが、必要最小限にとどめることが望ましい。場合によっては装着期間が数ヶ月に及ぶケースもあるが、近年は積極的に強固な内固定や創外固定を行なうことにより、ギプスの使用期間を短縮もしくは全くなくしてしまう傾向にある。
また長期間の装着で皮膚が蒸れてくるため、必然的に痒みも起きてくる。ギプスそのものを外すことは当然できず、ギプスの上から部分浴をする意味もない。その為、ギプス装着者にとっては、細い針金などで装着部と皮膚との隙間から中を掻くことが唯一の対処法になる。つまり、針金が孫の手のような役割を果たしている。しかし異物がギプス内に残ってしまったり、皮膚を誤って傷つけるなどのリスクがあるため推奨はできない。そのため最近は清涼・鎮痒成分を含んだスプレーが市販されている。

## 除去方法
取り外す時はブレードを振動させてギプスを切る「ギプスカッター」や「ギプス刀」などを使用する。ギプスカッターは振動による摩擦で堅い物を切るものなので、皮膚などの柔らかいものはまず切れない。
また、ガラス繊維製ギプスの普及により、超音波を用いたカッターも登場している。このカッターは従来の物に対して騒音が少なく、患者の恐怖心を抑えるのにも有用である。

## ギプスの分類

### 材質
基布に硬化材を塗布もしくは浸含させた物が市販されている。
- 硬化材
  - 焼石膏
  - 水硬性樹脂
  - 熱可塑性樹脂
- 基布（幅は10cm、15cmなどインチ基準、長さは3.6mなど4ヤードの物が主流である）
  - 綿布
  - ポリエステルなどの化学繊維
  - ガラス繊維

### 主な形状
ミネルバギプス Minerva cast
頚椎、胸椎圧迫骨折など上位脊椎の安静固定のために胴から顎や頭部にかけて使用される。
体幹ギプス Body jacket cast
腰椎圧迫骨折など脊椎の安静固定のために胴部に使用される。
長上肢ギプス Long arm cast
肘周辺の骨折など上腕部から手部にかけて使用される。
短上肢ギプス Short arm cast
手関節周辺の骨折など前腕部から手部にかけて使用される。
長下肢ギプス Long leg cast
膝周辺の骨折など大腿部から足部にかけて使用される。
短下肢ギプス Short leg cast
足関節周辺の骨折など膝下から足部にかけて使用される。
シリンダーギプス Cylinder cast
膝靭帯損傷など大腿部から足首にかけて使用される。
ヒップスパイカギプス Hip spica cast
小児の大腿骨骨折など股関節部の安静のため胴から足部にかけて使用される。
ショルダースパイカギプス Shoulder spica cast
肩関節部の安静のため胴から肩を経て手部にかけて使用される。

### 代表的な機能的ギプス固定
PTBギプス Patella tendon bearing cast
下腿骨の骨折などの際に膝蓋腱と膝窩部にギプスを密着させることでこの部位が荷重を支持し患部に負荷が掛からないようにする、P.T.B.義足を応用したヒール付きの機能的歩行ギプス。
上腕懸垂ギプス Hanging cast
上腕骨骨幹部骨折などの際に骨折部から手首までのギプスを巻き、手首付近に設けた環にストラップを掛けてそれを首から吊るすことでギプスの重みによる骨折部への持続的な牽引力に加え、ストラップの長さと環の位置による屈曲および回旋力の作用で患部の整復位保持を獲得する機能的ギプス法。

### 矯正ギプス固定
側弯ギプス Risser cast
特発性側弯症など脊椎の変形に対して用いる矯正ギプス。
内反足ギプス club foot corrective cast
新生児の先天性内反足などに用いる矯正ギプス。

### その他
ギプスシーネ
ギプスの素材を用いた副子。急性期の腫脹が強い時など、応急的に使用されることが多い。
ギプスシャーレ
取り外したギプスの下半分を利用した副子。
ギプスベッド
脊椎カリエスなどの際に安静を保つため、背中の形に合った殻状のギプスを作成しその上に寝て使用する。